# Alan Hollinghurst
Alan Hollinghurst (* 26. května 1954) je anglický spisovatel, básník a překladatel. Za svou literární činnost získal mnoho ocenění, včetně Somerset Maugham Award z roku 1989, James Tait Black Memorial Prize z roku 1999 a Man Bookerovy ceny z roku 2004.

## Životopis
Narodil se jako jedináček do rodiny bankovního manažera Jamese Hollinghursta a jeho ženy Elisabeth. Navštěvoval Canford School v Dorsetu. Studoval angličtinu na Magdalen College v Oxfordu, kde v roce 1975 získal bakalářský a v roce 1979 magisterský titul. Napsal dizertační práci ohledně děl tří homosexuálních spisovatelů, Ronalda Firbanka, Edwarda Morgana Forstera a Leslieho Polese Hartleyho. Během studií na Oxfordu bydlel s básníkem Andrewem Motionem a v roce 1994 byl oceněn cenou Newdigate Prize za poezii.
Na konci sedmdesátých let se stal odborným asistentem na Magdalen College a poté na Somerville College a Corpus Christi College v Oxfordu. V roce 1981 se stal asistentem na University College v Londýně a o rok později začal působit v novinách The Times Literary Supplement, kde v letech 1985 až 1990 působil jako zástupce šéfredaktora.
Hollinghurst je homosexuální orientace. Žije samotářsky, což v roce 2011 okomentoval slovy: „Není vůbec snadné se mnou žít. Přeji si, abych mohl začlenit psaní do obyčejného společenského života, ale nezdá se, že bych toho byl schopen. Byl jsem toho schopen, když jsem začínal [s psaním]. Předpokládám, že jsem tehdy měl více energie. Nyní se již musím stranit společnosti po delší dobu.“
V roce 2004 získal Man Bookerovu cenu za svůj román Linie krásy. Jeho další román, Cizí dítě, se dostal do užší nominace na Man Bookerovu cenu v roce 2011.

### Poezie
- Isherwood is at Santa Monica, Oxford: Sycamore Press, 1975
- Poetry Introduction 4 (deset básní: 'Over the Wall', 'Nightfall', 'Survey', 'Christmas Day at Home', 'The Drowned Field', 'Alonso', 'Isherwood is at Santa Monica', 'Ben Dancing at Wayland's Smithy', 'Convalescence in Lower Largo', 'The Well'), Faber, 1978
- Confidential Chats with Boys, Oxford: Sycamore Press 1982 (založeno na knize Confidential Chats with Boys od Williama Lee Howarda, 1911, Sydney, Austrálie)
- 'Mud' (London Review of Books, Vol.4 No.19, 21. října 1982)

### Romány
- The Swimming Pool Library, 1988
- The Folding Star, 1994
- The Spell, 1998
- Linie krásy (The Line of Beauty, 2004)
  - Linie krásy, přeložila Michala Marková, Odeon, Praha 2012, ISBN 978-80-207-1431-2
- Cizí dítě (The Stranger's Child, 2011)
  - Cizí dítě, přeložila Michala Marková, Odeon, Praha 2012, ISBN 978-80-207-1469-5

### Krátké povídky
- A Thieving Boy (Firebird 2: Writing Today, Penguin, 1983)
- Highlights (Granta 100, 2007)

### Překlady
- Bajazet od Jeana Racina, 1991
- Bérénice od Jeana Racina, 2012

### Editor
- New Writing 4 (s A. S. Byattem), 1995
- Three Novels od Ronalda Firbanka, 2000
- A. E. Housman: poems selected by Alan Hollinghurst, 2001